# Lorvão
Lorvão é uma vila portuguesa sede da Freguesia de Lorvão do Município de Penacova, freguesia com 25,77 km² de área e 3143 habitantes (censo de 2021), tendo, assim, uma densidade populacional de 122 hab./km².
A povoação de Lorvão foi elevada à categoria de vila em 1985.
A freguesia é constituída pelos seguintes lugares: Foz do Caneiro, Caneiro, São Mamede, Aveleira, Roxo, Lorvão (vila), Paradela de Lorvão, Chelo, Rebordosa.

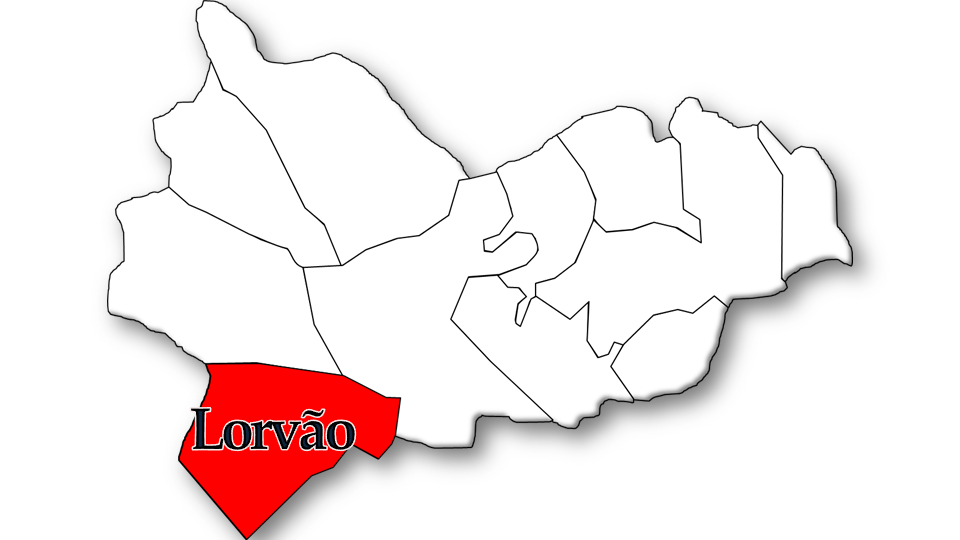
Localização no Município de Penacova

## Demografia
A população registada nos censos foi:
| Distribuição da População por Grupos Etários | Distribuição da População por Grupos Etários | Distribuição da População por Grupos Etários | Distribuição da População por Grupos Etários | Distribuição da População por Grupos Etários |
| -------------------------------------------- | -------------------------------------------- | -------------------------------------------- | -------------------------------------------- | -------------------------------------------- |
| Ano                                          | 0-14 Anos                                    | 15-24 Anos                                   | 25-64 Anos                                   | > 65 Anos                                    |
| 2001                                         | 582                                          | 589                                          | 2272                                         | 777                                          |
| 2011                                         | 490                                          | 371                                          | 2188                                         | 849                                          |
| 2021                                         | 273                                          | 304                                          | 1577                                         | 989                                          |

## História
Foi ali construída, em 1959, a Colónia Agrícola do Lorvão, futuro Hospital Psiquiátrico de Lorvão, no Estado Novo, devido à acção do médico Bissaya Barreto. Destinava-se a tratar  doenças mentais de evolução prolongada.
Em 1984 o arquitecto Cabeça Padrão e a socióloga Isabel Ceia desenvolvem um Plano de Urbanização para a freguesia de Lorvão.

## Património
- Mosteiro do Lorvão